# Fernmeldeturm Nüttermoor
Der Fernmeldeturm Nüttermoor (Typenturm FMT 13) befindet sich in der Ortschaft Nüttermoor, drei Kilometer nördlich von Leer (Ostfriesland). Der Flugplatz Leer-Papenburg liegt in der Nähe. Der Turm ähnelt dem Schinkelturm (Osnabrück). Der 160 Meter hohe Fernmeldeturm der Deutschen Funkturm wurde 1976 gebaut und ging im darauffolgenden Jahr in Betrieb. Neben dem nichtöffentlichen Richtfunk und der Nutzung als Kabelkopfstation dient der Fernmeldeturm zur Verbreitung von Rundfunkprogrammen für die Region um Leer.
Am 13. November 1998 kollidierte ein Flugzeug mit dem Fernmeldeturm Nüttermoor. Keiner der drei Insassen überlebte den Unfall.

## Frequenzen und Programme

### Analoger Hörfunk (UKW)
| Frequenz (MHz) | Programm               | RDS PS   | RDS PI | Regionalisierung | ERP (kW) | Antennendiagramm rund (ND)/gerichtet (D) | Polarisation horizontal (H)/vertikal (V) |
| -------------- | ---------------------- | -------- | ------ | ---------------- | -------- | ---------------------------------------- | ---------------------------------------- |
| 91,5           | Deutschlandfunk Kultur | DLF Kult | D220   | –                | 0,5      | D (70–170°, 230–310°, 340–350°)          | H                                        |
| 103,9          | Radio Ostfriesland     | OSTFRLND | 1085   | –                | 0,2      | D (30–190°, 220–240°, 260–330°)          | H                                        |
| 104,5          | Radio 21               | RADIO_21 | D38A   | Nordwest         | 0,32     | D (20–40°, 60–160°, 190–250°, 280–0°)    | H                                        |

### Ehemaliges analoges Fernsehen (PAL)
Am 24. Mai 2004 wurde das terrestrisch ausgestrahlte Fernsehprogramm in der Region Hannover/Braunschweig/Bremen/Unterweser vom analogen PAL auf das digitale DVB-T umgestellt. Da die Privatsender inzwischen bundesweit über Satellit empfangbar waren und eine Beteiligung an der DVB-T-Ausstrahlung aus wirtschaftlichen Gründen für sie nicht attraktiv war, stellten sie ihre terrestrische Übertragung vom Standort Nüttermoor an diesem Tag ein. Die Ausstrahlung begann vermutlich 1988
| Kanal | Frequenz (MHz) | Programm                              | ERP (kW) | Sendediagramm rund (ND)/ gerichtet (D) | Polarisation horizontal (H)/ vertikal (V) |
| ----- | -------------- | ------------------------------------- | -------- | -------------------------------------- | ----------------------------------------- |
| 8     | 196,25         | RTL Television (Niedersachsen/Bremen) | 0,3      | D                                      | V                                         |
| 12    | 224,25         | Sat.1 (Niedersachsen/Bremen)          | 0,3      | D                                      | V                                         |